# Sjolem Alejchem

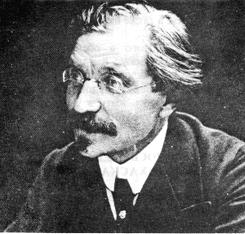
Sjolem Alejchem

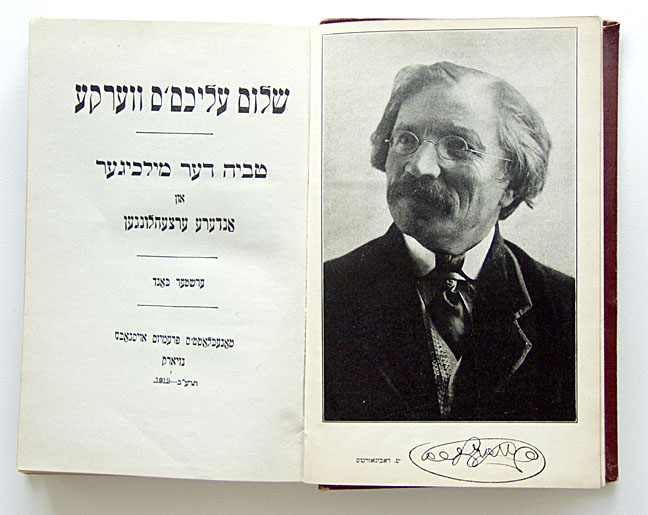
Sjolem Alejchem

Sjolem Alejchem (pseudoniem van Sjolom Rabinovitsj, Voronko (tussen Kiev en Perejaslav), 18 februari 1859 – New York, 13 mei 1916) was een populaire humoristische schrijver.

## Spelling van de naam
In het Jiddisch wordt zijn naam geschreven als שלום־עליכם, in het Russisch en het Oekraïens als Шолом Алейхем.
De spelwijze Sjolem Alejchem is conform de transliteratie op een lijst van Hebreeuwse en Jiddische woorden in het Nederlands. In het verleden kwamen ook Sjolem Aleichem en Scholem Aleichem voor. Eind jaren zestig werd op het affiche voor de musical Anatevka de spelling Sholom Aleichem gebruikt.

## Biografie
Alejchem werd geboren als Solomon (Sjolom) Rabinovitsj (Russisch: Соломон (Шо́лом) Рабинович), zoon van arme Joodse ouders, in Perejaslav-Chmelnytsky, in het Gouvernement Kiev in het toenmalige Keizerrijk Rusland.
Sjolems moeder overleed toen hij 13 jaar was. Hij nam het pseudoniem Sjolem Alejchem aan, wat een veel gebruikte groet is, die "vrede zij met u" betekent (in Jiddische uitspraak). In het Hebreeuws wordt deze groet uitgesproken als Sjalom aleichem. Sjalom betekent vrede.
Na zijn schoolopleiding, die hij met zeer goede cijfers afrondde, vertrok hij van huis om werk te zoeken. Drie jaar lang was hij de leraar van een rijke koopmansdochter, Olga Loev, met wie hij op 12 mei 1883 trouwde. Het echtpaar kreeg zes kinderen, onder wie de schilder Norman Raeben. Deze had volgens Bob Dylan grote invloed op diens plaat Blood On The Tracks, 1975.
Vanaf 1891 leefde Sjolem Alejchem in Odessa. Vanwege de pogroms in zuidelijk Rusland - na de moord op Alexander II die onterecht aan Joden werd toegeschreven - emigreerde hij met zijn familie in 1905. Eerst vestigde de familie zich in Zwitserland, maar vanaf 1914 woonden ze in New York, waar Alejchem twee jaar later, op 57-jarige leeftijd, overleed. Hij werd begraven op de begraafplaats van Brooklyn.

## Werk
Alejchem schreef romans, korte verhalen en toneelstukken. Daarnaast was Sjolem Alejchem de eerste auteur die kinderverhalen in het Jiddisch schreef.
In eerste instantie schreef Alejchem alleen in het Russisch en Hebreeuws. Vanaf 1883 schreef hij meer dan veertig boeken in het Jiddisch, waardoor hij een centrale figuur werd in de Jiddische literatuur. Dat kwam niet alleen door zijn eigen werk, maar ook omdat hij zijn vermogen gebruikte om Jiddische schrijvers aan te moedigen.
In 1888-1889 gaf Alejchem twee delen uit van een almanak, Di jiddisje Folksbibliothek, waarin veel jonge Jiddische schrijvers werden voorgesteld. Een derde deel werd door hem voorbereid, maar verscheen niet, omdat hij zijn hele vermogen verloor in een speculatie aan de beurs in 1890.
Het werk van Sjolem Alejchem is veel vertaald. De musical Fiddler on the Roof kwam op Broadway in 1964 en was daar zeer succesvol. In het Nederlands werd de Nederlandse versie Anatevka gespeeld in 1966. Deze musical is gebaseerd op de figuur Tevje de Melkboer (Tewje der Milchiger), die vaak humoristische gesprekken voert met God.

## Joodse Mark Twain
Sjolem Alejchem wordt soms de joodse Mark Twain genoemd, omdat de twee schrijvers een op elkaar lijkende schrijfstijl hebben, en omdat ze beiden een pseudoniem gebruikten. Beide auteurs schreven zowel voor volwassenen als voor kinderen, en gaven veel lezingen. Toen de twee elkaar ontmoetten, antwoordde Twain zuur dat hij zichzelf beschouwde als de Amerikaanse Sjolem Alejchem.

## Monumenten
In 1997 werd een monument voor Sjolem Alejchem opgericht in Kiev. Een ander monument werd in 2001 opgericht in Moskou.

## Citaten
- Het leven is een droom voor de wijze, een spel voor de dwaas, een komedie voor de rijke, een tragedie voor de arme.
- Roddel is de natuurlijke telefoon.
- Hoe beroerd het ook gaat, je moet doorgaan met leven, ook al ga je er dood aan.
- Rijken zwellen van trots, armen van de honger.

## Publicaties

### Romans
- Tevje de melkboer. In 2008 vertaald door Willy Brill. Dit was de basis voor de musical Fiddler on the Roof (in het Nederlands: Anatevka).
- In shturm (1917). Engelse vertaling In the Storm door Aliza Shevrin (1985).

### Toneel
- De dokter (1887), blijspel in een akte
- De scheiding (1888), blijspel
- De bijeenkomst, (1889), blijspel in een akte
- Yaknez (1894), een satire over makelaars en speculanten
- Tsezeht Un Tseshpreht (Wijd en zijd verspreid, 1903), blijspel
- Agenten (1905), blijspel in een akte
- Yiedishe Tekhter (Joods dochters, 1905) drama, bewerking van vroege roman Stempenyu
- De gouddelvers (1907), blijspel
- Shver Tsu Zein a Yied (Zwaar om een Jood te zijn, 1914)
- Dos Groisse Gevins (De grote loterij / De Jackpot, 1916)
- Tevye der Milkhiger (Tevje de melkboer, 1917, na zijn dood opgevoerd)